# 연노

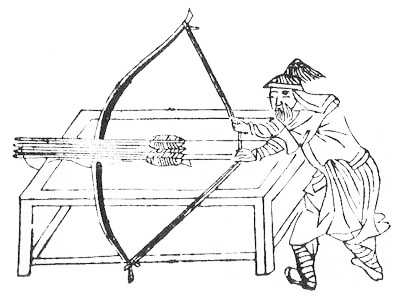
여러 개의 화살을 동시에 발사하는 제갈노.

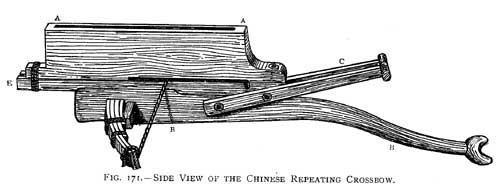
화살을 연사하는 연노. 속사가 안 되고 사정거리가 짧았기 때문에 위력은 약한 편이었다.

연노(連弩, 리엔누)는 여러 개의 화살을 발사하는 쇠뇌이다.
제갈량이 만들었다 하여 제갈노(諸葛弩)라고도 부르는데, 제갈량이 만든 것은 화살 여러 발을 동시에 쏘는 연노이며, 일반적으로 널리 쓰인 연노는 명대에 다다라 완성된 화살을 연달아 쏘는 무기이다. 총기로 비유하면 전자는 산탄총, 후자는 반자동 소총이다. 후자도 제갈노라고 부르기도 하였다.
연노는 손잡이를 당겨서 화살을 재장전하고 발사하는데, 본래 개발 개념이 속사무기이기 때문에 빠르게 재장전하고 발사되게끔 장력은 약하다. 그리고 발사 과정에서 걸릴 수 있기 때문에 화살의 깃도 제거한다. 그래서 사거리도 35미터 가량으로 짦고 위력도 약한 편이다.

## 참고 문헌
- 이치카와, 사다하루. 〈5 사출무기〉. 《무기사전》. 판타지 라이브러리. 들녘. 234-235쪽. ISBN 89-7527-430-6.